# Delitto di Santa Croce Camerina
Il delitto di Santa Croce Camerina è un caso di omicidio avvenuto il 29 novembre 2014 a Santa Croce Camerina, in provincia di Ragusa, ai danni di un bambino di 8 anni, Lorys Andrea Stival.
L'autrice dell'omicidio e dell'occultamento di cadavere è stata la madre del bambino, Veronica Panarello, che si era dichiarata inizialmente innocente e poi coinvolta nel delitto, riferendo più versioni su come esso sarebbe avvenuto. Veronica Panarello è stata condannata in via definitiva a trent'anni di carcere.

## Storia
Intorno alle ore 13:00 del giorno di sabato 29 novembre 2014, alla stazione dei Carabinieri di Santa Croce Camerina, si presenta Veronica Panarello, 26 anni (nata il 1º novembre 1988), che denuncia la scomparsa del figlio Lorys Andrea Stival, 8 anni (nato il 18 giugno 2006). La donna dichiara di essere uscita, quella mattina, dalla propria abitazione, sita al civico 82 di Via Giuseppe Garibaldi, e di aver accompagnato il figlio a scuola, presso l'istituto "Psaumide", in Via Fratelli Cervi; le insegnanti, tuttavia, affermano che quel giorno Lorys non si è presentato a scuola e non è mai stato visto entrare da nessuno nell'istituto.
Vengono subito avviate le ricerche, che, dopo una breve perlustrazione per le strade del centro del paese, si ampliano verso le periferie. Verso le 16:00 il centralino dei Carabinieri del paese riceve una chiamata da Orazio Fidone, un residente del posto pensionato e cacciatore per hobby, che riferisce di aver appena trovato il cadavere di un bambino gettato in un canalone nei pressi del Mulino Vecchio, nell'estrema periferia di Santa Croce Camerina.
I Carabinieri si recano a ispezionare la zona, confermando la presenza del cadavere. Viene quindi fatta giungere sul posto Panarello, che conferma che il cadavere in questione è quello del figlio scomparso.

## Le indagini
In seguito alla scoperta del corpo del bambino, dopo un iniziale sequestro dell'auto del cacciatore che aveva ritrovato il corpo (in quanto tutta l'area circostante venne posta sotto sequestro), le indagini proseguono in tutte le direzioni fino a concentrarsi esclusivamente sulla madre, la quale, dopo un interrogatorio in Procura, viene tratta in arresto con l'accusa di omicidio e occultamento di cadavere.
Il corpo viene prelevato dalla polizia scientifica per disporne l'autopsia, da cui risulta che il bimbo sarebbe morto tra le 8:30 e le 10 del giorno della scomparsa per strangolamento. Il corpo presenta anche altri segni di violenza.
L'indagine successiva rende chiaro che lo strangolamento sarebbe stato causato da alcune fascette di plastica. Veronica Panarello afferma di aver consegnato a Lorys delle fascette di plastica quel giorno, che il figlio le avrebbe domandato per svolgere un'attività scolastica, tuttavia le insegnanti negano di aver formulato tale richiesta. Il 18 dicembre 2014 vengono officiati i funerali del piccolo nella chiesa principale del paese, a cui però Panarello non prende parte, trovandosi in custodia cautelare.

### Le versioni della madre
Per quasi un anno la madre continua a dichiararsi del tutto estranea all'accaduto e a ribadire di aver lasciato, quel giorno, il figlio in prossimità della scuola. Solo dopo dieci mesi di carcerazione, Panarello comincia a rilasciare affermazioni, tutte diverse e poco verosimili, nelle quali dichiara invece di essere stata protagonista dei tragici fatti.
La prima versione proposta racconta di un capriccio del bambino, relativo al fatto di non voler andare a scuola, che avrebbe scatenato una reazione negativa da parte della madre.
In seguito Panarello fornisce una nuova versione secondo la quale, mentre lei era occupata a lavare i panni in bagno, il figlio, giocando con le fascette, se le sarebbe strette al collo da solo e senza accorgersene si sarebbe strangolato. La madre avrebbe sentito le urla di Lorys ed avrebbe tentato di soccorrerlo solo quando era ormai troppo tardi; temendo la potenziale reazione del marito Davide Stival, avrebbe caricato il figlio morto in macchina, lo avrebbe gettato nel canalone del Mulino Vecchio e poi avrebbe nascosto lo zainetto.
Nel 2016 Veronica Panarello fornisce un'ulteriore versione su quanto accaduto, dichiarando che a uccidere Lorys sarebbe stato il nonno paterno Andrea Stival. La donna riferì di aver intrattenuto una relazione clandestina con il suocero, che Lorys avrebbe scoperto e minacciato di raccontare al padre Davide, pertanto il nonno lo avrebbe ucciso strangolandolo con un cavo elettrico e la madre gli avrebbe stretto le fascette addosso e insieme lo avrebbero gettato nel canalone; Panarello dice inoltre di non aver mai raccontato ciò in precedenza per paura di ritorsioni da parte del suocero sull'altro figlio della coppia, Diego Stival, fratello minore di Lorys. Andrea Stival ha respinto tutte le accuse, definendole calunnie e annunciando una querela contro Panarello.

## Il processo
Il 17 ottobre 2016, al termine del processo con rito abbreviato condizionato a perizia psichiatrica richiesto dal difensore Francesco Villardita, Veronica Panarello venne condannata a 30 anni di reclusione per omicidio. Il tribunale ha disposto anche il regime di libertà vigilata per cinque anni e il risarcimento delle parti civili riconosciute: 350 000 euro al marito e 100 000 euro a ciascuno dei suoceri. Il 5 luglio 2018 la Corte d'assise d'appello di Catania ha confermato la condanna. Il 21 novembre 2019 la Corte suprema di cassazione ha confermato la sentenza. 
Il 17 ottobre 2023 la Corte d'appello di Catania ha confermato la condanna di Veronica Panarello a due anni per calunnia e diffamazione nei confronti del suocero Andrea, emessa in primo grado dal Tribunale di Ragusa il 17 settembre 2021.

## Attenzione mediatica
Il 30 ottobre 2018 è andato in onda sul canale 119 di Sky il documentario Il piccolo Lorys, che ricostruisce l'intera vicenda, sulla base delle carte processuali e delle interviste concesse in esclusiva dai protagonisti della vicenda, tra cui il padre di Lorys, Davide Stival, il vice questore di Ragusa Antonino Ciavola e il sostituto procuratore Marco Rota.
Il 2 novembre 2023 va in onda su Rai 2 il documentario Il caso Lorys Stival, parte della serie Delitti in famiglia e incentrato sulla vicenda.